# Ian Bolton
Ian Robert Bolton (Leicester, 13 luglio 1953) è un ex calciatore inglese, di ruolo difensore.

## Caratteristiche tecniche
Era un difensore centrale.

## Carriera
Dopo aver giocato nelle giovanili del Birmingham City si trasferisce nel marzo del 1972 al Notts County, club neopromosso nella terza divisione inglese, con il quale all'età di 19 anni esordisce tra i professionisti; con le Magpies al termine della stagione 1972-1973 conquista una promozione in seconda divisione, categoria in cui poi gioca con il club bianconero nel triennio tra il 1973 ed il 1976 e, fatto salvo un brevissimo periodo in prestito in terza divisione al Lincoln City nell'agosto del 1976 (una sola presenza) anche nella stagione 1976-1977. Con la maglia del Notts County ha totalizzato complessivamente 70 presenze e 4 reti in incontri di campionato. Nell'estate del 1977 viene ceduto per 12500 sterline al Watford, in quarta divisione. Rimane agli Hornets fino al termine della stagione 1982-1983, in uno dei periodi migliori dell'intera storia del club: nei suoi primi due anni in squadra conquista infatti due promozioni (a cui si aggiunge una semifinale in Coppa di Lega nella stagione 1978-1979, risultato mai raggiunto in precedenza dal club nella sua storia), per poi giocare tre campionati consecutivi in seconda divisione, categoria dalla quale arriva un'ulteriore promozione al termine della stagione 1981-1982; nella stagione 1982-1983, al primo anno della storia del club in prima divisione, arriva poi un secondo posto in classifica, con conseguente qualificazione in Coppa UEFA, al quale Bolton contribuisce con 37 presenze. Rimane poi in squadra anche per i primi mesi della stagione 1983-1984, nei quali gioca altre 8 partite in prima divisione e 3 partite in Coppa UEFA, per poi dopo complessive 234 presenze e 28 reti con la maglia del Watford venire ceduto ai londinesi del Brentford, club di terza divisione, con il quale conclude l'annata segnando un gol in 14 partite. Bolton viene poi ceduto ai semiprofessionisti londinesi del Barnet, e si ritira definitivamente nel 1989, all'età di 36 anni, dopo alcune altre stagioni trascorse a giocare a livello semiprofessionistico.
In carriera ha totalizzato complessivamente 319 presenze e 33 reti nei campionati della Football League.

## Palmarès

### Club

#### Competizioni nazionali
- Campionato inglese di quarta divisione: 1

Watford: 1977-1978